# Soridium spruceanum
Soridium spruceanum är en enhjärtbladig växtart som beskrevs av John Miers. Soridium spruceanum ingår i släktet Soridium och familjen Triuridaceae. Inga underarter finns listade.